# Leptogenys cryptica
Leptogenys cryptica är en myrart som beskrevs av Bolton 1975. Leptogenys cryptica ingår i släktet Leptogenys och familjen myror. Inga underarter finns listade i Catalogue of Life.